# Meigné-le-Vicomte
Meigné-le-Vicomte és un municipi francès situat al departament de Maine i Loira i a la regió de País del Loira. L'any 2007 tenia 339 habitants.

## Demografia

### Població
El 2007 la població de fet de Meigné-le-Vicomte era de 339 persones. Hi havia 136 famílies de les quals 40 eren unipersonals (20 homes vivint sols i 20 dones vivint soles), 44 parelles sense fills, 40 parelles amb fills i 12 famílies monoparentals amb fills.
La població ha evolucionat segons el següent gràfic:
Habitants censats

### Habitatges
El 2007 hi havia 209 habitatges, 147 eren l'habitatge principal de la família, 36 eren segones residències i 25 estaven desocupats. 201 eren cases i 7 eren apartaments. Dels 147 habitatges principals, 95 estaven ocupats pels seus propietaris, 50 estaven llogats i ocupats pels llogaters i 2 estaven cedits a títol gratuït; 1 tenia una cambra, 11 en tenien dues, 37 en tenien tres, 37 en tenien quatre i 61 en tenien cinc o més. 123 habitatges disposaven pel capbaix d'una plaça de pàrquing. A 92 habitatges hi havia un automòbil i a 40 n'hi havia dos o més.

### Piràmide de població
La piràmide de població per edats i sexe el 2009 era:
| Homes | Edats   | Dones |
| ----- | ------- | ----- |
| 0     | 95 o +  | 0     |
| 0     | 90 a 94 | 3     |
| 5     | 85 a 89 | 6     |
| 2     | 80 a 84 | 3     |
| 11    | 75 a 79 | 14    |
| 11    | 70 a 74 | 11    |
| 7     | 65 a 69 | 7     |
| 10    | 60 a 64 | 12    |
| 10    | 55 a 59 | 10    |
| 12    | 50 a 54 | 11    |
| 5     | 45 a 49 | 7     |
| 9     | 40 a 44 | 9     |
| 9     | 35 a 39 | 8     |
| 13    | 30 a 34 | 10    |
| 7     | 25 a 29 | 5     |
| 9     | 20 a 24 | 6     |
| 10    | 15 a 19 | 13    |
| 14    | 10 a 14 | 10    |
| 8     | 5 a 9   | 10    |
| 6     | 0 a 4   | 9     |

## Economia
El 2007 la població en edat de treballar era de 200 persones, 144 eren actives i 56 eren inactives. De les 144 persones actives 123 estaven ocupades (73 homes i 50 dones) i 20 estaven aturades (6 homes i 14 dones). De les 56 persones inactives 21 estaven jubilades, 15 estaven estudiant i 20 estaven classificades com a «altres inactius».

### Ingressos
El 2009 a Meigné-le-Vicomte hi havia 129 unitats fiscals que integraven 300 persones, la mediana anual d'ingressos fiscals per persona era de 13.013 €.

### Activitats econòmiques
Dels 8 establiments que hi havia el 2007, 2 eren d'empreses de construcció, 2 d'empreses de comerç i reparació d'automòbils, 1 d'una empresa d'hostatgeria i restauració i 3 d'empreses classificades com a «altres activitats de serveis».
Dels 5 establiments de servei als particulars que hi havia el 2009, 1 era una fusteria, 1 empresa de construcció, 1 perruqueria, 1 restaurant i 1 saló de bellesa.
L'únic establiment comercial que hi havia el 2009 era una adrogueria.
L'any 2000 a Meigné-le-Vicomte hi havia 21 explotacions agrícoles.

## Equipaments sanitaris i escolars
El 2009 hi havia una escola elemental integrada dins d'un grup escolar amb les comunes properes formant una escola dispersa.

## Poblacions properes
El següent diagrama mostra les poblacions més properes.